# Pavlov (ort i Tjeckien, Olomouc)
Pavlov är en ort i Tjeckien.   Den ligger i regionen Olomouc, i den östra delen av landet, 180 km öster om huvudstaden Prag. Pavlov ligger 350 meter över havet och antalet invånare är 592.
Terrängen runt Pavlov är kuperad åt sydväst, men åt nordost är den platt. Runt Pavlov är det ganska tätbefolkat, med 54 invånare per kvadratkilometer. Närmaste större samhälle är Zábřeh, 15,5 km norr om Pavlov. I omgivningarna runt Pavlov växer i huvudsak blandskog.